# Austrália nos Jogos Olímpicos de Inverno de 1980
A Austrália participou dos Jogos Olímpicos de Inverno de 1980 em Lake Placid, nos Estados Unidos.